# Mont Tarumae
Le mont Tarumae (樽前山, Tarumae-zan) est un stratovolcan andésitique actif avec dôme de lave situé dans le parc national de Shikotsu-Tōya en Hokkaidō au Japon. Culminant à 1 041 m d'altitude sur les rives du lac Shikotsu, un lac de caldeira, il se trouve sur le territoire des villes de Tomakomai et Chitose.

## Éruptions

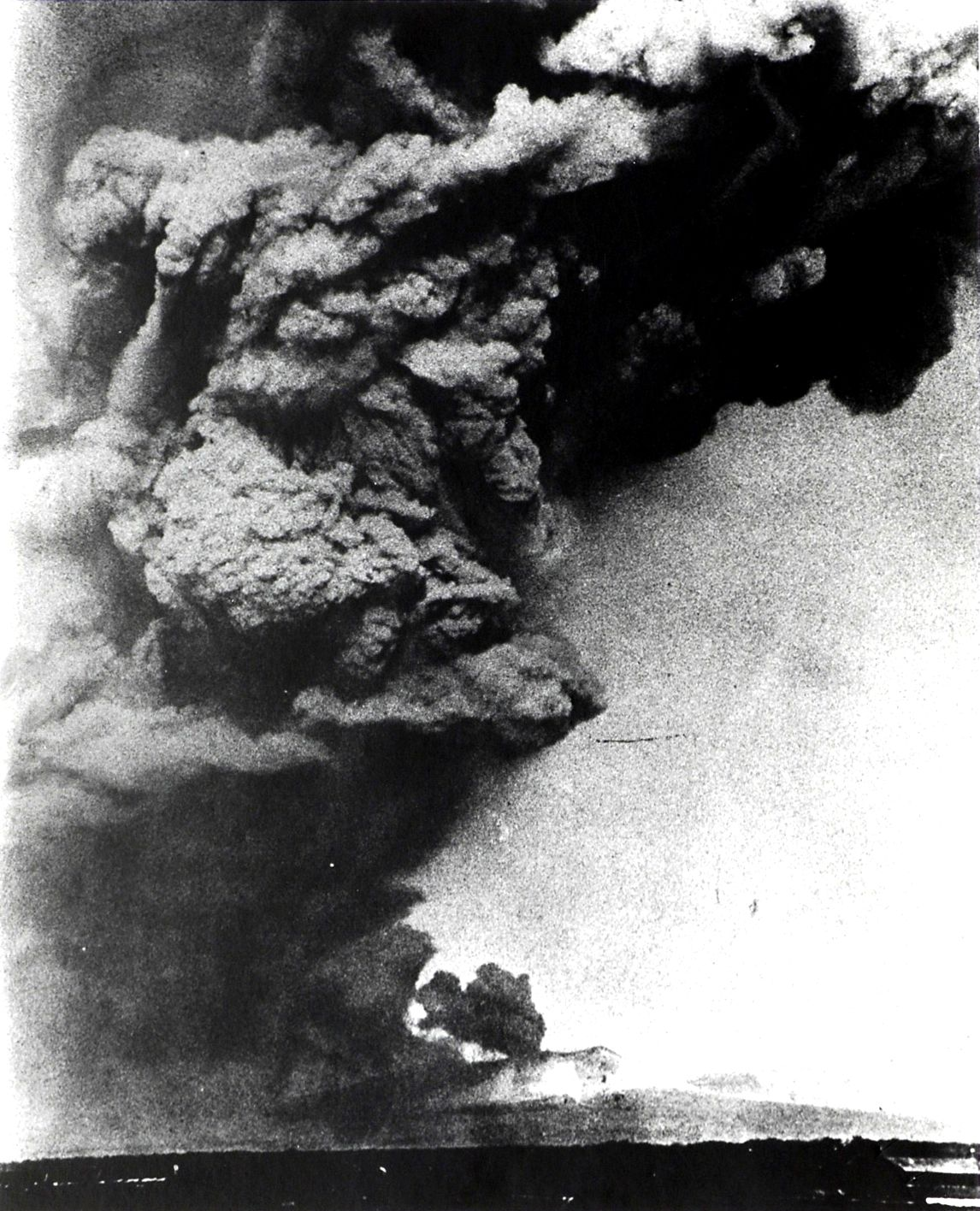
Éruption du mont Tarumae en 1909.

La plus récente  éruption, en 1982, était une éruption phréatique. De précédentes éruptions majeures sont survenues en 1667, 1739 (éruption plinienne de VEI 5) et 1909. Les éruptions de 1667 et 1739 sont responsables de la forme actuelle du volcan. D'autres éruptions ont eu lieu en 1919-1921, 1923, 1926, 1933, 1936, 1944, 1951, 1953-1955 et 1978. Le Tarumae est un volcan de rang « A », le plus susceptible de connaître une éruption dans un avenir relativement proche.